# Medaglia di benemerenza per i volontari della campagna dell'Africa Orientale 1935-1936
La medaglia di benemerenza per i volontari della campagna dell'Africa Orientale 1935-1936 fu istituita dal governo italiano con R.D. n. 2163 del 1939 che estese la concessione della medaglia di benemerenza per i volontari della guerra italo-austriaca 1915-1918 a tutti coloro che si erano arruolati volontariamente ed avevano preso parte alla campagna dell'Africa Orientale 1935-1936 in modo degno di encomio. La medaglia è stata abolita nel 2010 .

## Criteri di eleggibilità
La concessione fu estesa ai militari delle Forze armate dello Stato, nonché al personale della Croce Rossa Italiana, ai militarizzati e civili al seguito di reparti operanti che avevano preso parte alle operazioni per la campagna dell'Africa Orientale 1935-36 o compiuti servizi in mare od in volo connessi con la campagna stessa; a costoro si applicarono le disposizioni riguardanti la concessione della medaglia di benemerenza per i volontari della guerra Italo-austriaca 1915-18, con le seguenti varianti.
La medaglia fu concessa a coloro che erano partiti per l'A. O. in seguito a domanda o a richiesta comunque fatta in seguito a richiamo dal congedo dietro loro domanda e a coloro che, trovandosi già in Africa Orientale e avendo compiuto gli obblighi di ferma o di rafferma coloniale o avendo maturato diritto alla licenza, chiesero ed ottennero, in vista della particolare situazione creatasi, di rimanere nell'Africa Orientale.
In ogni caso era necessario: 
- essere stato in A. O. durante il periodo dal 3 ottobre 1935 al 5 maggio 1936;
- aver partecipato alle operazioni belliche, oppure compiuto servizi in mare od in volo connessi con la campagna A. O., in modo degno di encomio.

La partecipazione volontaria doveva risultare da un documento idoneo o, in mancanza di questo, dalla dichiarazione del comandante del corpo, attestante che l'interessato aveva chiesto oppure era stato interpellato prima di partire per l'A. O. oppure che aveva chiesto di rimanere nell'Africa Orientale nei casi indicati sopra.
Il richiamo dal congedo era comprovato dalla relativa variazione matricolare sullo stato di servizio, foglio matricolare o altro documento idoneo.
La partecipazione alla campagna in modo degno di encomio era comprovata da almeno una delle seguenti decorazioni o distinzioni onorifiche, concesse al richiedente in conseguenza della campagna A. O.:
- ordine militare di Savoia;
- promozione o nomina per merito di guerra;
- medaglia o croce di guerra al valor militare;
- croce al merito di guerra;
- distintivo di ferito o mutilato di guerra.

Erano esclusi dalla concessione coloro che, pur possedendone i titoli, erano ritenuti, a giudizio delle autorità competenti al rilascio, indegni di fregiarsene per avere nel frattempo riportato condanne penali o per gravi motivi d'ordine morale.

## Concessione
Per ottenere la medaglia di volontario gli aventi diritto dovevano, entro un anno dalla data di pubblicazione del decreto istitutivo, farne domanda all'ente dal quale dipendevano che, dopo averla istruita e munita del prescritto parere, provvedeva a trasmetterla al: 
- Ministero della guerra per i militari del Regio esercito, della Milizia Volontaria per la Sicurezza Nazionale, della Regia Guardia di Finanza, per il personale della Croce Rossa Italiana e per i militarizzati;
- Ministero della marina per il personale da esso dipendente;
- Ministero dell'aeronautica per il personale da esso dipendente;
- Ministero dell'Africa Italiana per gli appartenenti a reparti di truppe coloniali e per i civili al seguito di reparti operanti.

Il Ministero competente, accertato il diritto, procedeva alle relative concessioni mediante rilascio di brevetto; successivamente avrebbe dovuto essere conferita anche la medaglia, ma ciò non avvenne.

## Insegne
Il nastro è largo 37 mm., di colore cremisi con al centro 5 segmenti (3 azzurri e 2 neri) del nastrino della medaglia commemorativa delle operazioni militari in Africa Orientale.
Un apposito diploma veniva rilasciato dall'autorità competente.
Le caratteristiche di conio (forma, dimensioni ed incisioni) della medaglia avrebbero dovuto essere stabilite con successivo decreto Reale, che non fu mai promulgato, per cui ne esistono diverse varianti prodotte da ditte private che la realizzarono apportando modifiche secondarie alla medaglia istituita per i volontari della prima guerra mondiale: sul verso fu aggiunta la scritta "A.O." ed un fascio littorio, oppure "A.O.I.", variati o eliminati i millesimi.